# GKS體育場
GKS體育場是一座位於波蘭貝烏哈圖夫的綜合體育場，大多數都用於舉行足球賽事。為貝烏哈圖夫GKS足球俱樂部的主場。可容納5238人。
51°21′57.02″N 19°22′54.09″E / 51.3658389°N 19.3816917°E